# Auswärtiges Amt

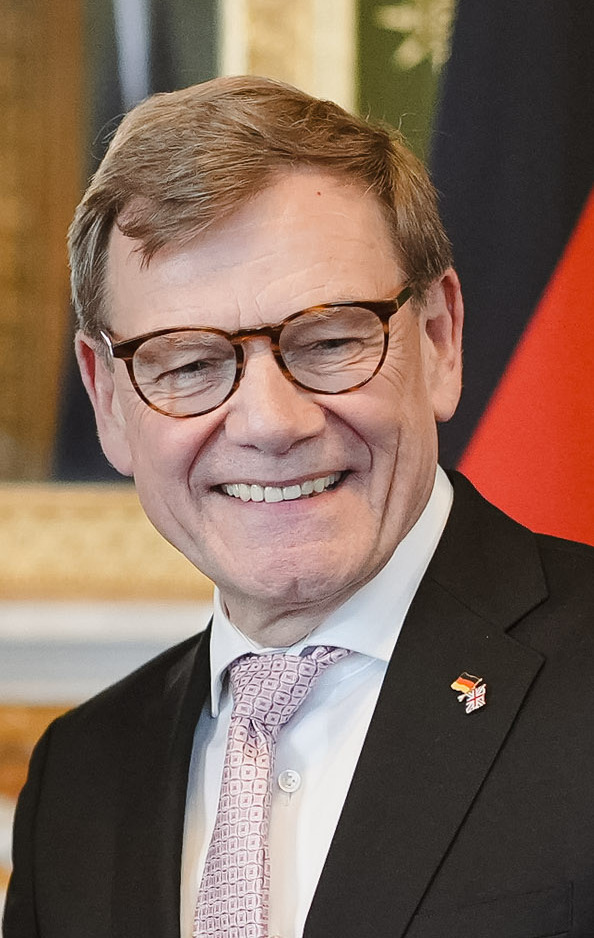
Johann Wadephul (CDU), Bundesminister des Auswärtigen

Das Auswärtige Amt (AA, vereinzelt auch Außenamt oder Bundesministerium des Auswärtigen genannt) ist eines der Ministerien der Bundesrepublik Deutschland und als solches eine oberste Bundesbehörde. Es hat seinen Hauptsitz in Berlin und einen Nebensitz in der Bundesstadt Bonn.
Es ist die Zentrale des Auswärtigen Dienstes und zuständig für die deutsche Außen- sowie Europapolitik. Seine Bezeichnung geht zurück auf den seit dem Norddeutschen Bund (1870) und dem Deutschen Kaiserreich (1871) traditionellen Namen für das deutsche Außenministerium. Leiter des Auswärtigen Amtes ist der Bundesminister des Auswärtigen; Amtsinhaber ist seit dem 6. Mai 2025 Johann Wadephul (CDU) im Kabinett Merz.

## Aufgaben

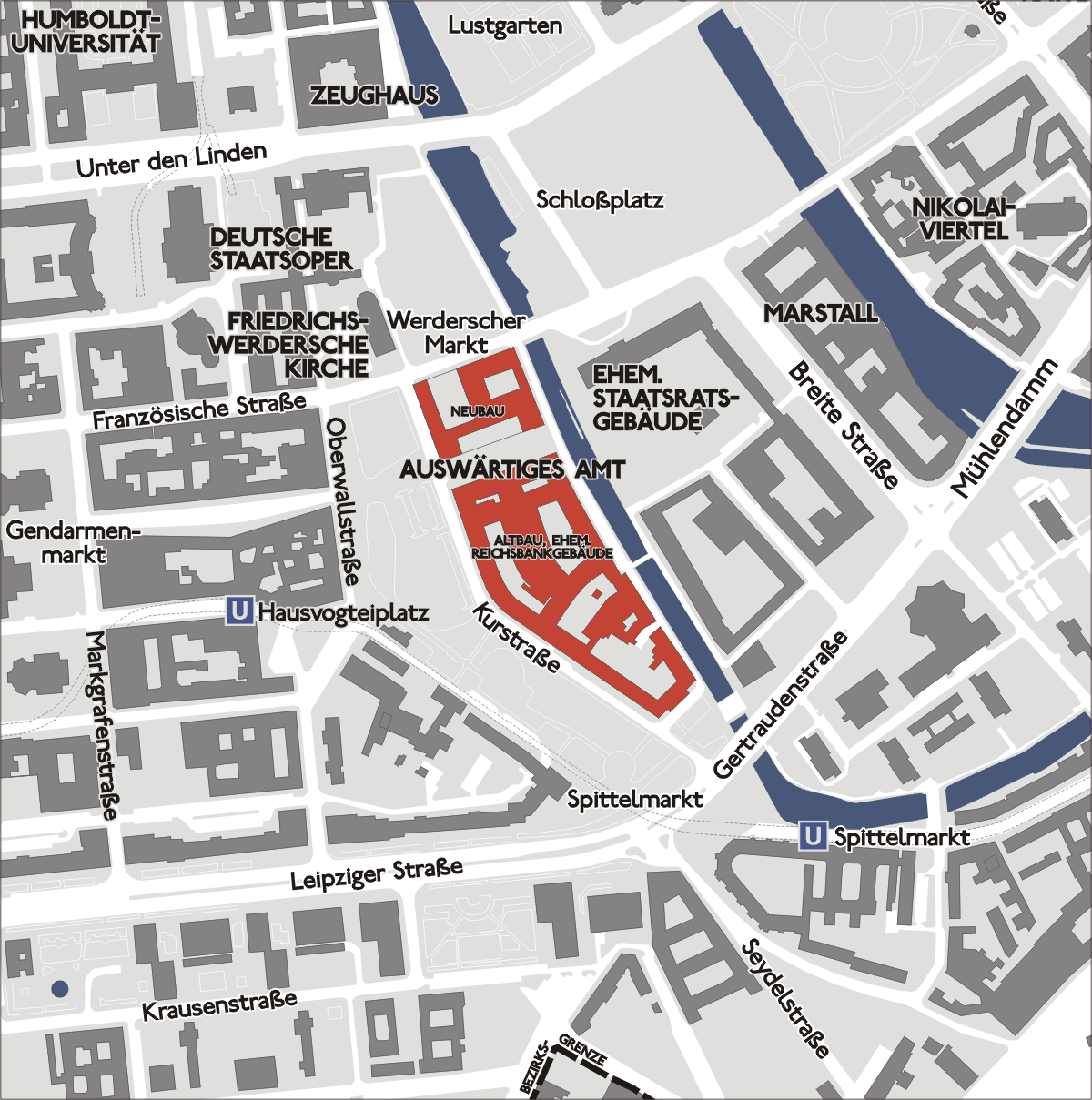
Lage des Auswärtigen Amtes in Berlin

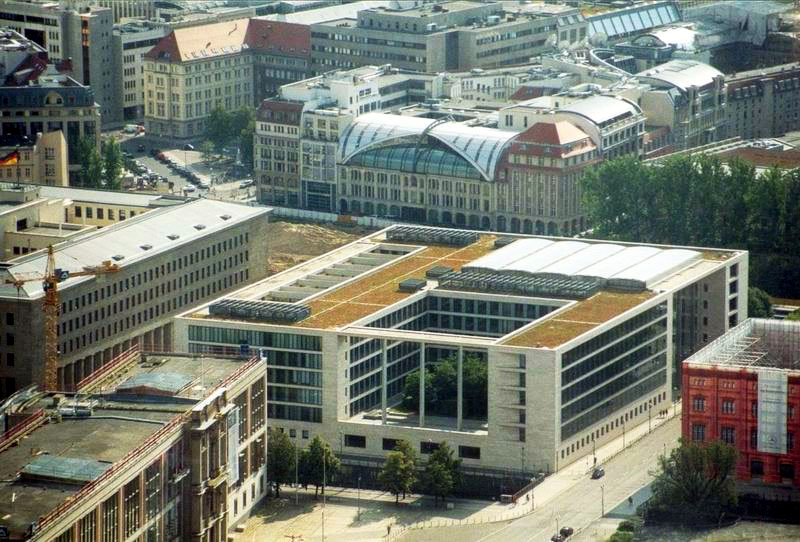
Neubau des Auswärtigen Amtes in Berlin, links davon das Haus am Werderschen Markt (Altbau)

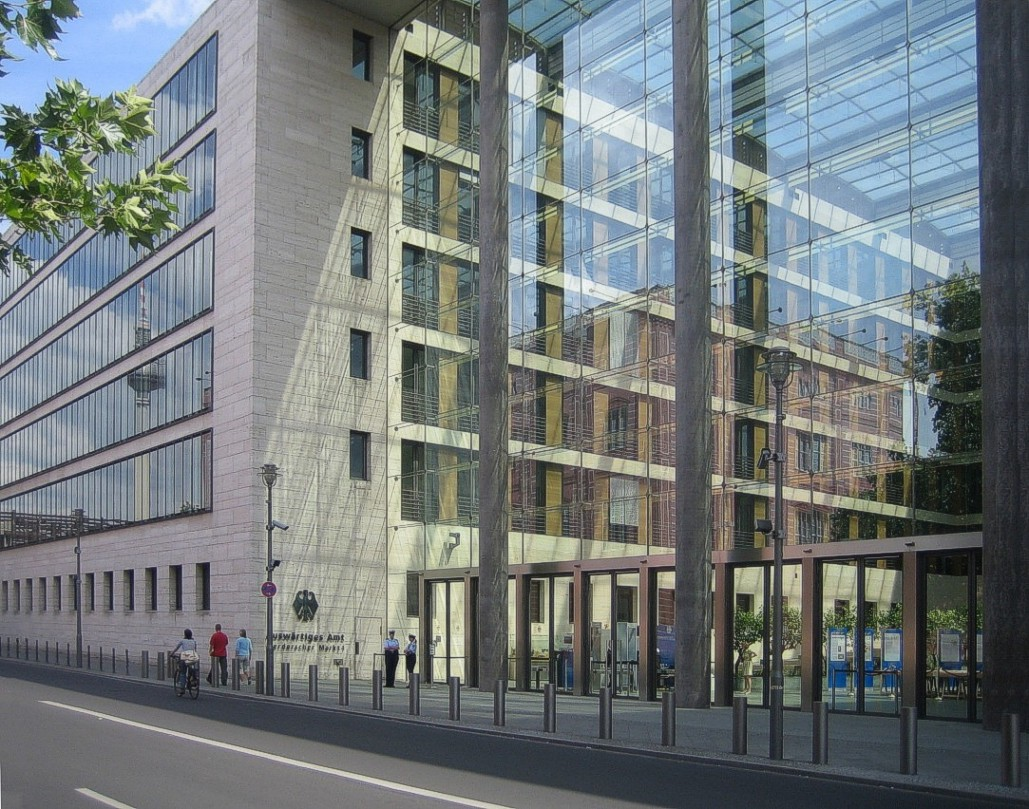
Eingang zum Neubau am Werderschen Markt

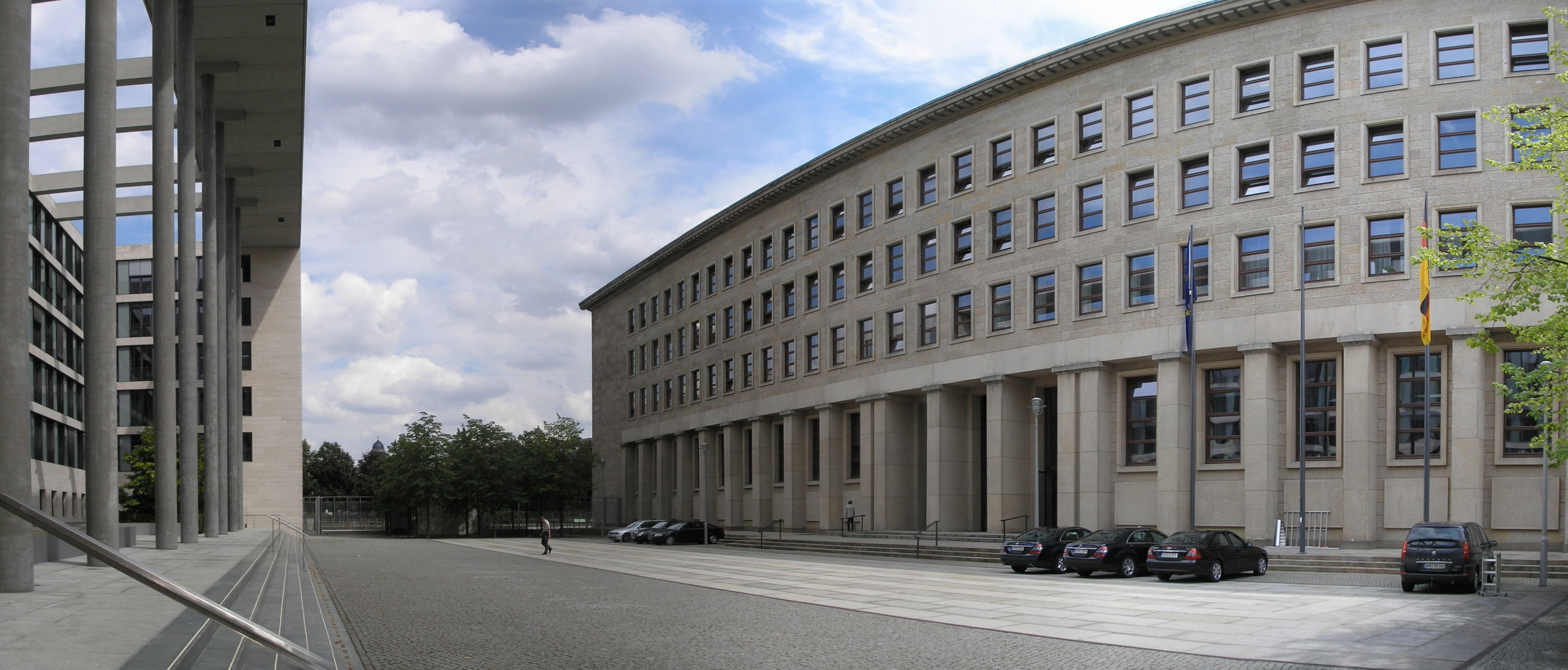
Der Protokollhof zwischen Neu- und Altbau

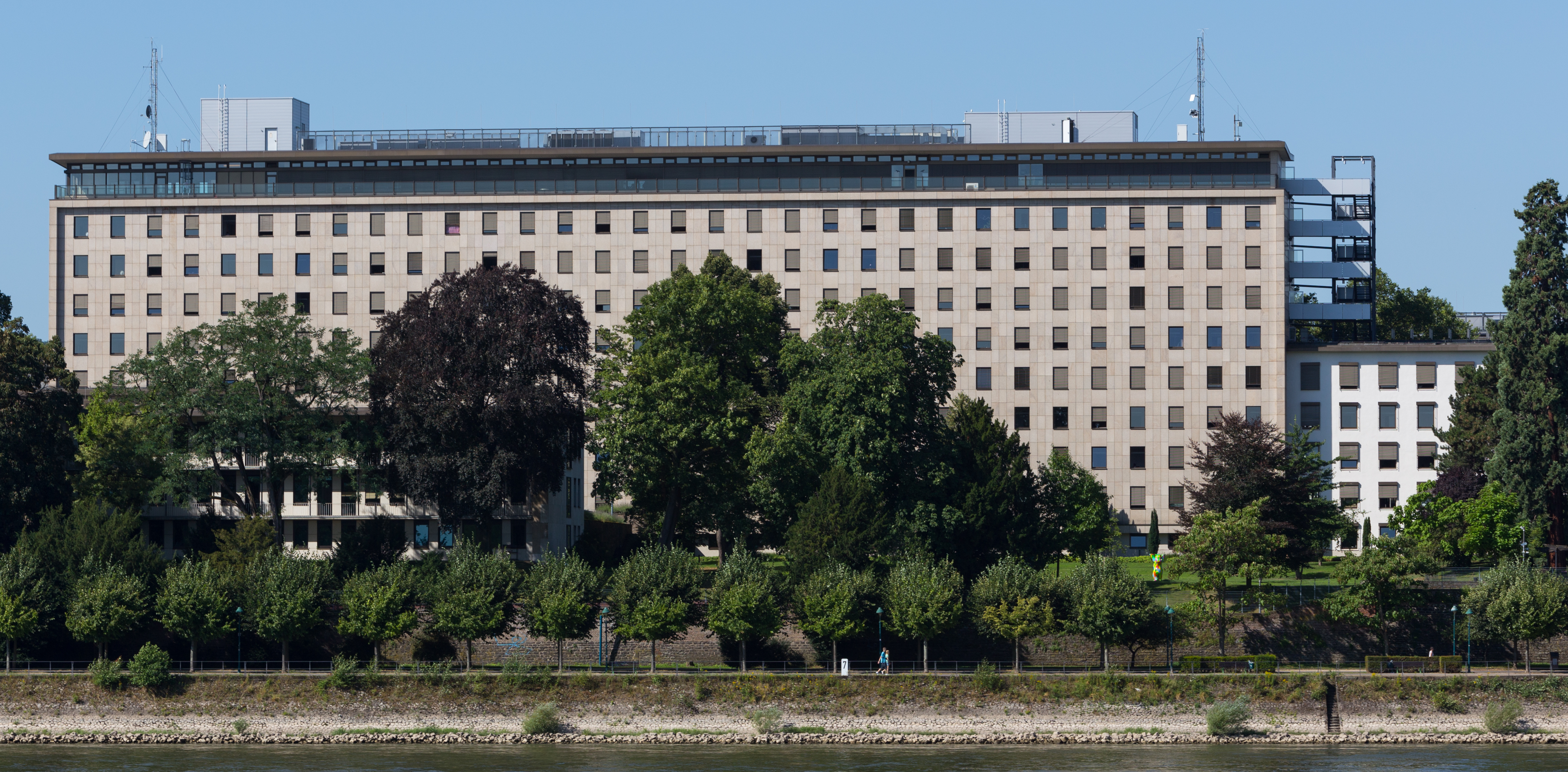
Zweiter Dienstsitz des Auswärtigen Amtes in Bonn, Ansicht der Rheinfront

Das Auswärtige Amt bildet gemeinsam mit den Auslandsvertretungen des Bundes den sogenannten Auswärtigen Dienst (§ 2 Gesetz über den Auswärtigen Dienst); er nimmt die auswärtigen Angelegenheiten des Bundes wahr, indem er die Beziehungen der Bundesrepublik Deutschland zu auswärtigen Staaten sowie zwischenstaatlichen und überstaatlichen Einrichtungen, den Internationalen Organisationen, pflegt. Es gilt als die „zentrale Schaltstelle der deutschen Diplomatie, in der außenpolitische Analysen und Konzeptionen sowie konkrete Handlungsanweisungen für die deutschen Auslandsvertretungen erarbeitet werden“.
Zu den sichtbaren Ansätzen der „Pflege der auswärtigen Beziehungen“ in den vergangenen Jahren zählt die Bewerbung Deutschlands um einen ständigen Sitz im Sicherheitsrat der Vereinten Nationen im Zuge eines globalen UN-Reformpaketes des Jahres 2005, dem die erforderliche qualifizierte Mehrheit in der Generalversammlung der Vereinten Nationen bis dato versagt geblieben ist (siehe auch Deutschland in den Vereinten Nationen).
Das Auswärtige Amt veröffentlicht auf seiner offiziellen Website Informationen über die Außenpolitik Deutschlands sowie umfangreiche Informationen zu allen Staaten der Welt. Es arbeitet damit als Behörde, die dem Bürger direkt zugänglich ist.

### Unterschiede in der Außenpolitik: Bundespräsident, Bundeskanzler und Bundesaußenminister
In Deutschland spielen der Bundespräsident, der Bundeskanzler und der Außenminister jeweils eine zentrale und spezifische Rolle in der internationalen Außenpolitik, die sich gegenseitig ergänzen, jedoch unterschiedliche Aufgabenbereiche umfassen:
- Bundespräsident: Als Staatsoberhaupt repräsentiert der Bundespräsident die Bundesrepublik Deutschland völkerrechtlich, schließt internationale Verträge, beglaubigt Diplomaten und empfängt Botschafter. Demnach hat der Präsident der Bundesrepublik Deutschland die ausschließliche Zuständigkeit, in ihrem Namen im völkerrechtlichen Verkehr rechtserheblich zu handeln. Hiervon zu unterscheiden ist die Führung der auswärtigen Politik, die im Wesentlichen im Aufgabenbereich der Bundesregierung verortet und Sache des sie vertretenden Bundeskanzlers ist. Dass der Bundespräsident die Bundesrepublik völkerrechtlich vertritt (Art. 59 Absatz 1 Satz 1 GG), entspricht der deutschen Verfassungstradition und der internationalen Staatspraxis, nach der meist das Staatsoberhaupt die völkerrechtliche Vertretungsbefugnis besitzt.[7]
- Bundeskanzler: Als Regierungsoberhaupt vertritt der Bundeskanzler Deutschland mit der exekutiven Macht. Er oder sie nimmt an internationalen Gipfeltreffen wie der EU, G7 und G20 teil und trifft die Richtungsentscheidungen, die die Außenpolitik des Landes prägen. Nach Artikel 65 GG bestimmt der Bundeskanzler die Richtlinien der Regierungspolitik und trägt dafür die Verantwortung.[8]
- Bundesaußenminister: Der Außenminister ist für die praktische Durchführung und Umsetzung der deutschen Außenpolitik in ihrer Gesamtheit verantwortlich. Er leitet das Auswärtige Amt, führt internationale Verhandlungen, schließt Abkommen und pflegt diplomatische Beziehungen mit anderen Ländern und amtierenden Außenministern.

Zusammengefasst bestimmt der Bundeskanzler die großen Linien der Außenpolitik und repräsentiert Deutschland bei bedeutenden internationalen Ereignissen und Verhandlungen auf Regierungsebene, während sich der Außenminister um die tägliche diplomatische Arbeit und die Umsetzung eben genau dieser politischen Entscheidungen kümmert.
Die Aufgaben des Bundesaußenministers ergeben sich im Rahmen der allgemeinen Regierungsarbeit. Gemäß Art. 65 GG legt der Bundeskanzler im Rahmen seiner Richtlinienkompetenz die außenpolitischen Leitlinien fest, während der Außenminister für deren konkrete Ausgestaltung und praktische Umsetzung zuständig ist. Die Verantwortung für die Außenpolitik wird dabei im Rahmen der Kabinettsarbeit arbeitsteilig vom Bundeskanzler an den Außenminister „herunterdelegiert“.
Der Bundespräsident agiert als über den Parteien stehendes Staatsoberhaupt mit repräsentativer Schirmherrschaft und übernimmt die formelle völkerrechtliche Vertretung Deutschlands.
Alle Ämter arbeiten eng zusammen. Diese Aufgabenteilung stellt sicher, dass Deutschland sowohl repräsentativ als auch inhaltlich stark in der internationalen Politik vertreten ist und eine kohärente sowie effektive deutsche Außenpolitik auf der Welt gewährleistet wird.

## Organisation

### Dienstsitze
Das Auswärtige Amt hat seinen Hauptsitz in Berlin (Werderscher Markt 1 in Friedrichswerder). Das dortige Hauptgebäude ist das Haus am Werderschen Markt, bis 1945 Sitz der Reichsbank und später des Zentralkomitees der SED (1959–1990). Hinzu kommen ein 1999 fertiggestellter Neubau auf dem nördlichen Nachbargrundstück und südöstlich angrenzend weitere Dienstgebäude im selben Straßenblock. In Berlin wird der Nachwuchs in der Akademie Auswärtiger Dienst ausgebildet, welche der Zentralabteilung untersteht.
Der Zweitsitz des Auswärtigen Amtes befindet sich im ehemaligen Hauptsitz an der Adenauerallee in Bonn. Der Sitz in der Bundesstadt ist hauptsächlich für den geregelten Betrieb der Informationstechnik, weniger für Aufgaben im diplomatischen Bereich zuständig. Außerdem besteht dort ein Verbindungsbüro für die Internationalen Organisationen in Deutschland, insbesondere für die Organisationen der Vereinten Nationen in Bonn.

### Leitung
An der Spitze des Auswärtigen Amtes steht der Bundesminister des Auswärtigen, seit 2025 ist Johann Wadephul Ressortchef. In Regierungsaufgaben wird der Bundesaußenminister durch Parlamentarische Staatssekretäre unterstützt, denen üblicherweise das Recht verliehen ist, die Bezeichnung Staatsminister zu führen. Derzeit sind diese Positionen mit den Unions-Politikern Gunther Krichbaum, Serap Güler und Florian Hahn besetzt. Weiterhin gehören der Leitungsebene des Auswärtigen Amts ein oder mehrere beamtete Staatssekretäre an, welche den Minister bei der Leitung des Auswärtigen Dienstes vertreten. Beamtete Staatssekretäre sind derzeit Bernhard Kotsch und Géza Andreas von Geyr. Staatsminister und Staatssekretäre sind die ranghöchsten Mitarbeiter im Auswärtigen Amt.
Dem Bundesminister direkt unterstellt sind zahlreiche Sonderbeauftragte und Koordinatoren sowie ein Leitungsstab (mit Ministerbüro sowie Parlaments- und Kabinettsreferat), ein Planungsstab und ein Kommunikationsstab, außerdem der Krisenbeauftragte und das Krisenreaktionszentrum sowie die Chefinspekteurin und die Interne Revision.
Unter anderem ist auch der Koordinierungsausschuss Humanitäre Hilfe dort angesiedelt, der aus dem Beauftragten für Menschenrechtspolitik und humanitäre Hilfe sowie in Deutschland ansässigen humanitären Organisationen besteht. Der Ausschuss trifft sich seit 1994 halbjährlich oder ad hoc anlässlich humanitärer Krisen. Der Ausschuss hat gemeinsam die „Zwölf Grundregeln der Humanitären Hilfe im Ausland“ erarbeitet.

### Abteilungen
Das Auswärtige Amt ist in elf Abteilungen untergliedert. Zur Kurzbezeichnung werden teils Nummern (1 bis 7), teils Abkürzungen verwendet (z. B. Europaabteilung = Abteilung E).
- Zentralabteilung (1), regelt interne Belange wie Personal, Infrastruktur, Informationstechnik, Finanzen und interne Dienste
- Politische Abteilung (2), koordiniert die deutsche Außenpolitik innerhalb der Gemeinsamen Außen- und Sicherheitspolitik der EU sowie die Beziehungen zu Nordamerika, Osteuropa und Zentralasien (Politischer Direktor: Dominik Mutter)[16]
- Europaabteilung (E), federführend in der Gestaltung der deutschen Europapolitik
- Abteilung für Asien und Pazifik (AP), zuständig für die Beziehungen mit den asiatischen Staaten – allen voran China, aber auch Japan, Indien, Afghanistan und Pakistan
- Politische Abteilung (3), pflegt die Beziehungen zu Ländern des Mittleren und des Nahen Ostens, Afrikas, Lateinamerikas, Zentralamerikas und der Karibik
- Abteilung für Krisenprävention, Stabilisierung, Friedensförderung und humanitäre Hilfe (S)
- Abteilung für internationale Ordnung, Vereinte Nationen und Rüstungskontrolle (OR) für die Zusammenarbeit mit den Organen der Vereinten Nationen sowie für Rüstungskontrolle und Abrüstungspolitik
- Abteilung für Wirtschaft und nachhaltige Entwicklung (4), zuständig für außenpolitische Angelegenheiten der Wirtschafts-, Umwelt- und Energiepolitik sowie für die Exportkontrolle von Rüstungsgütern und Dual-Use-Gütern
- Rechtsabteilung (5), dessen Leiter auch die Funktionsbezeichnung „Völkerrechtsberater“ führt
- Abteilung für Kultur und Kommunikation (6) zur Planung und Steuerung der deutschen Auswärtigen Kultur-, Bildungs-, Kommunikations- und Medienpolitik
- Protokoll (7), organisiert die Besuche ausländischer Gäste in Deutschland sowie die Auslandsreisen von Bundeskanzler, Bundespräsident und Bundesaußenminister (Leitung: Chef des Protokolls)

Zudem gibt es abteilungsübergreifende Arbeitseinheiten. Diese werden in der Regel aufgrund aktueller Situationen oder zur Planung und Durchführung in Zukunft liegender Aktivitäten, die das Außenamt betreffen, geschaffen.

### Auslandsvertretungen
Neben der AA-Zentrale gibt es deutsche Auslandsvertretungen in den meisten Hauptstädten der Welt sowie in größeren Städten der Länder. Die Auslandsvertretungen – Botschaften, Generalkonsulate und Konsulate sowie ständige Vertretungen bei zwischenstaatlichen und überstaatlichen Organisationen (§ 3 Abs. 1 GAD) – werden dort als „Augen, Ohren und Stimme“ der Bundesregierung bezeichnet.
Das Auswärtige Amt unterhält derzeit (Stand 2025) 225 Auslandsvertretungen, darunter 154 Botschaften, 50 Generalkonsulate und sieben Konsulate, zwölf Multilaterale Vertretungen (bei Internationalen Organisationen wie der Europäischen Union (EU) oder den Vereinten Nationen), ein Vertretungsbüro und ein deutsches Institut. Des Weiteren werden Informationszentren unter der Bezeichnung „German Information Center (GIC)“ mit der Aufgabe, sprach- und regionalspezifische Informationen über Deutschland zu vermitteln, unterhalten in Kairo, Pretoria, Dakar, Mexiko und Singapur.
Gegenwärtig (Stand 2025) sind in den Auslandsvertretungen etwa 3000 Mitglieder des Auswärtigen Dienstes tätig. Unterstützt werden sie von ca. 5600 sogenannten Ortskräften und Mitarbeitern aus anderen Ressorts der Bundesregierung, den Bundesländern, der Wirtschaft und anderen Institutionen. Zusätzlich sind (Stand 2025) 333 Honorarkonsuln ehrenamtlich im Auftrag des Auswärtigen Amts tätig. Honorarkonsuln werden vor allem dort eingesetzt, wo die Einrichtung einer berufskonsularischen Vertretung aus verschiedenen Gründen (z. B. Größe des Amtsbezirks) nicht sinnvoll erscheint. Häufig bekleiden Staatsbürger des Empfangsstaats das Amt eines Honorarkonsuls.
Die Auslandsvertretungen und die Honorarkonsuln erheben Gebühren nach der Besonderen Gebührenverordnung des Auswärtigen Amtes für individuell zurechenbare Leistungen nach dem Konsulargesetz, welches seit dem 1. Oktober 2021 gültig ist und das Auslandskostengesetz und die Auslandskostenverordnung ersetzte. Die Besondere Gebührenverordnung wurde mit Unterstützung des Statistischen Bundesamtes erstellt und orientiert sich an den Vorgaben des Bundesgebührengesetzes.
Die Berufung in die Spitzenpositionen an den Auslandsvertretungen geriet seit Ende der 1990er Jahre mehrfach in die Kritik. Die Vorwürfe richten sich gegen angebliche Parteibuchwirtschaft und Günstlingswirtschaft. Das Auswärtige Amt hält sich unter Verweis auf die Persönlichkeitsrechte seiner Bediensteten mit Stellungnahmen zu solchen Behauptungen zurück.

## Geschichte

### Deutsches Reich der Revolutionszeit (1848/49)
Während der Revolution von 1848/1849 wurde eine Reichsregierung eingesetzt, die Provisorische Zentralgewalt. Je nach Standpunkt übte sie die Funktionen des Bundestages aus oder amtierte für ein entstehendes Deutsches Reich.
Am 12. Juli 1848 ernannte Reichsverweser Johann, der vorläufige „Ersatzmonarch“, eine Regierung. Sein Vertrauter Anton von Schmerling wurde Reichsminister für die inneren wie auch die auswärtigen Angelegenheiten. Schmerling hatte bis zum 20. Dezember 1849 mehrere Nachfolger als Reichsaußenminister. Damals endete die Zentralgewalt zugunsten der Bundeszentralkommission.

### Norddeutscher Bund
Durch Publikandum vom 16. Dezember 1808 und Verordnung vom 27. Oktober 1810 wurde im Königreich Preußen ein selbständiges Ministerium der auswärtigen Angelegenheiten geschaffen. Zum 12. Januar 1870 ging dieses preußische Außenministerium auf den Norddeutschen Bund über. Als „Auswärtiges Amt des Norddeutschen Bundes“ diente es der Diplomatie des Norddeutschen Bundes. 1871 wurde es in „Auswärtiges Amt des Deutschen Reiches“ umbenannt. Die übrigen Reichsämter wurden seit 1919 als Ministerien bezeichnet. Für das Auswärtige Amt hat sich hingegen die Bezeichnung erhalten, obgleich das Auswärtige Amt ein Bundesministerium wie die anderen darstellt. Der Name dieser Institution wird aus Tradition weitergeführt.
Zu Zeiten Otto von Bismarcks, des ersten Chefs, war das Auswärtige Amt lediglich in zwei Abteilungen gegliedert: in die Politische Abteilung und in eine zweite Abteilung für Bereiche wie Außenhandel und Rechts- und Konsularwesen.

### Deutsches Reich (1871–1918)

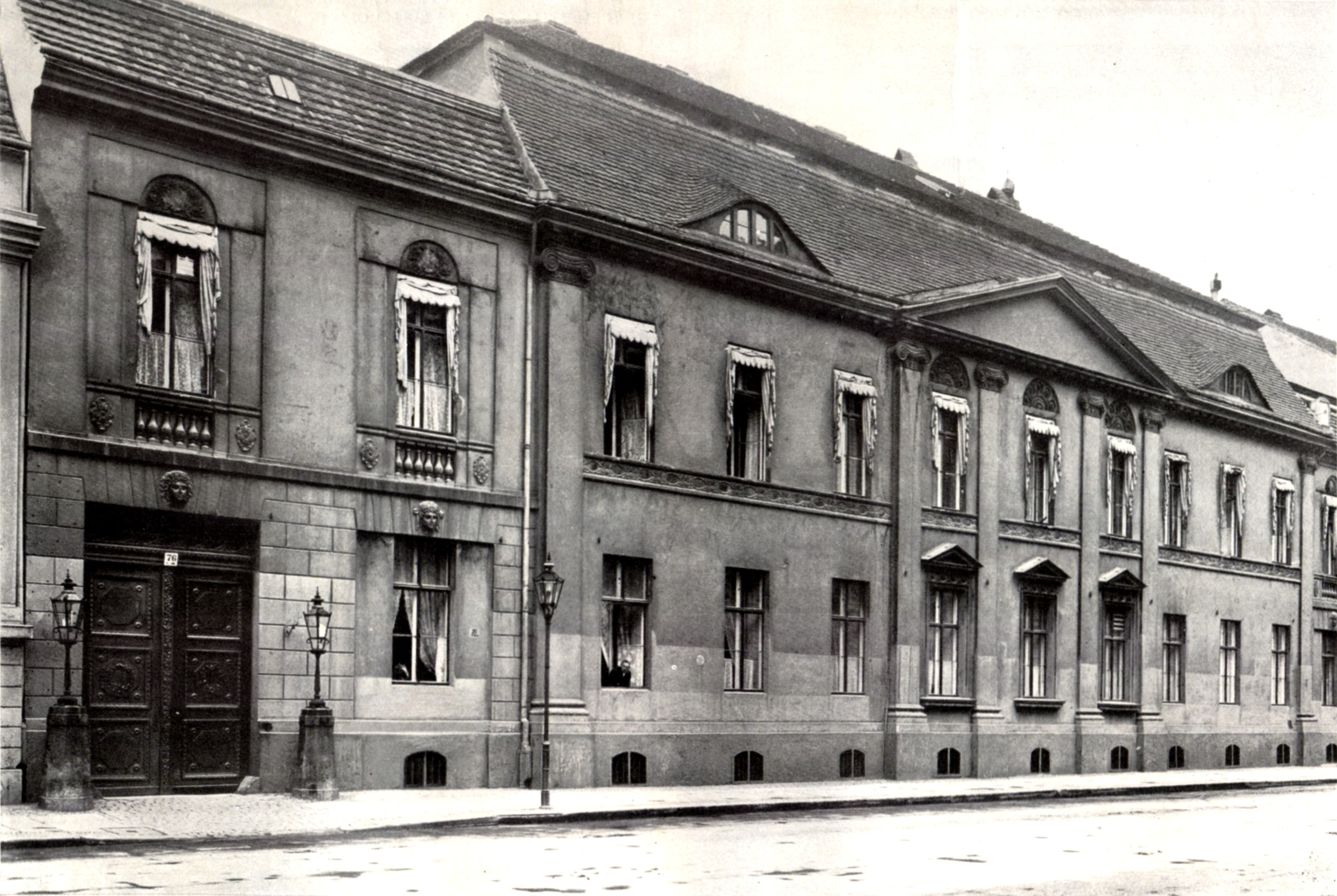
Palais an der Wilhelmstraße 76 in Berlin um 1880, Sitz des Auswärtigen Amtes ab 1871

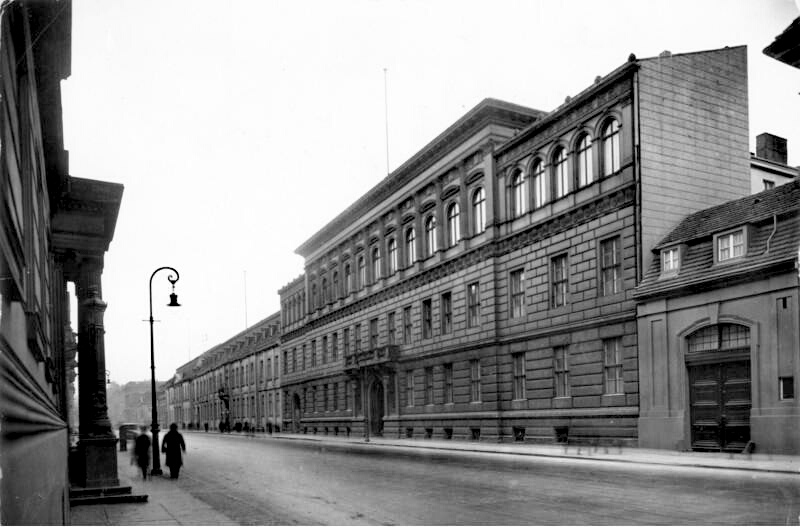
Dienstsitz des Auswärtigen Amts in der Wilhelmstraße 74–76 (Blick von der Behrenstraße, Foto 1927)

Im Kaiserreich war das Auswärtige Amt ein Reichsamt, das sich federführend um die Außenpolitik kümmerte. Es entstand 1871 nach der Gründung des Deutschen Kaiserreichs und hatte seinen Sitz in der Berliner Wilhelmstraße 76, ab 1882 auch Wilhelmstraße 75 und ab 1919 auch Wilhelmstraße 74.
Das Reich übernahm das Auswärtige Amt vom Norddeutschen Bund in unveränderter Form als Reichsbehörde, die von einem Staatssekretär geleitet wurde. Obwohl das Auswärtige Amt nun als Behörde einer gesamtdeutschen Außenpolitik fungierte, behielten die deutschen Bundesstaaten ein beachtliches Maß an Eigenständigkeit in ihrer jeweils eigenen Außenpolitik. Otto von Bismarck prägte mit seiner Außenpolitik den weltweit guten Ruf dieses Amtes, durch seine Bündnispolitik wurde das Auswärtige Amt zu einer der meistbeachteten Behörden Deutschlands. Obwohl nach Bismarcks Entlassung unter Wilhelm II. die meisten außenpolitischen Entscheidungen vom Kaiser selbst getroffen wurden, behielt das Auswärtige Amt die Schlüsselfunktion in der Deutschen Diplomatie und stellte sogar eine gewisse Opposition gegen Wilhelms unstetigen Kurs in der Außenpolitik dar.
Im Auswärtigen Amt gab es zunächst zwei Abteilungen, welche den beiden streng getrennten Laufbahnen Diplomat und Konsul entsprachen.

#### Abteilung I
Die erste Abteilung war die politische, die sich mit den Angelegenheiten der höheren Politik, Personalien, Generalia, Zeremonien, Ordenssachen, Etats, Kassensachen, Angelegenheiten der Schulen und Kirchen beschäftigte. Leiter dieser Abteilung war ein Staatssekretär, der zugleich als ständiger Vertreter des Reichskanzlers im Auswärtigen Amt fungierte. Der Reichskanzler besaß die oberste Verantwortlichkeit in außenpolitischen Belangen, weswegen der Staatssekretär ihm gegenüber weisungsgebunden war. Stellvertreter des Staatssekretärs war wiederum ein Unterstaatssekretär.

#### Abteilung II
Die zweite Abteilung war für die Bearbeitung der Angelegenheiten des Handels, Verkehrs, Konsulatswesens, Staatsrechts, Zivilrechts, der Kunst und Wissenschaft, der Privatangelegenheiten Deutscher im Ausland und der Gegenstände, die das Justiz-, Polizei- und Postwesen, die Auswanderung, die Schiffsangelegenheiten, die Grenzsachen und Ausgleichungen mit fremden Staaten und anderen Völkerrechtssubjekten betrafen, zuständig. Sie war dem Direktor des Auswärtigen Amtes unterstellt.

#### Einrichtung weiterer Abteilungen
1885 verlor die zweite Abteilung die Zuständigkeit für Rechtssachen, da eine neue Abteilung III als Rechtsabteilung des Auswärtigen Amts aus der Taufe gehoben wurde. Fünf Jahre später folgte eine eigene Kolonialabteilung, die 1907 zum Reichskolonialamt wurde. Des Weiteren schuf man 1915 im Ersten Weltkrieg eine Abteilung IV, welche die Funktion einer Nachrichtenabteilung übernahm.

### Deutsches Reich (1919–1933, Weimarer Republik)
1919 wurde das Amt, das seine traditionelle Bezeichnung beibehielt, ein Reichsministerium (während Preußen seine auswärtigen Angelegenheiten fortan selbst regelte), und an seine Spitze trat ein auch dem Reichstag verantwortlicher Reichsminister des Auswärtigen. Ihm unterstand ein Staatssekretär als oberster Beamter des Ministeriums. Dieses Amt bekleidete kurzzeitig Hermann Müller, danach Edgar Haniel von Haimhausen, ab 1922 Ago von Maltzan, ab 1924 Carl von Schubert, von 1930 an Bernhard Wilhelm von Bülow.
Nach einer ersten Phase mit geringen Erfolgen und eher geringer Bereitschaft, mit den Westmächten zusammenzuarbeiten, trat der ehemalige Reichskanzler Gustav Stresemann im November 1923 das Amt des Außenministers an. Er sorgte bis zu seinem Tod im Oktober 1929 für eine Verständigung der Weimarer Republik mit dem Westen und erreichte auch den deutschen Beitritt zum Völkerbund unter sehr günstigen Bedingungen. Die wichtigsten Früchte seiner Arbeit, wie die Räumung des besetzten Rheinlandes 1930, erlebte Stresemann nicht mehr. In der Folge verhielten die Reichskanzler und Außenminister sich dem Ausland gegenüber wieder forscher.
Abgesehen von wenigen Ausnahmen wurde das Auswärtige Amt in der Weimarer Republik von Personen geleitet, die eng mit der Geschäftswelt liiert waren: Walter Simons war geschäftsführendes Präsidialmitglied des RDI und Mitglied des Aufsichts- und Verwaltungsrates der I.G. Farben, Walther Rathenau Vorstandsvorsitzender der AEG, Gustav Stresemann ehemaliger Präsident des Bundes der Industriellen und Julius Curtius Industrieanwalt. Der Botschafter Otto Wiedfeldt war Krupp-Direktor und die Staatssekretäre Haniel von Haimhausen und von Schubert entstammten großen Industriellenfamilien.

### Deutsches Reich (1933–1945, Zeit des Nationalsozialismus)

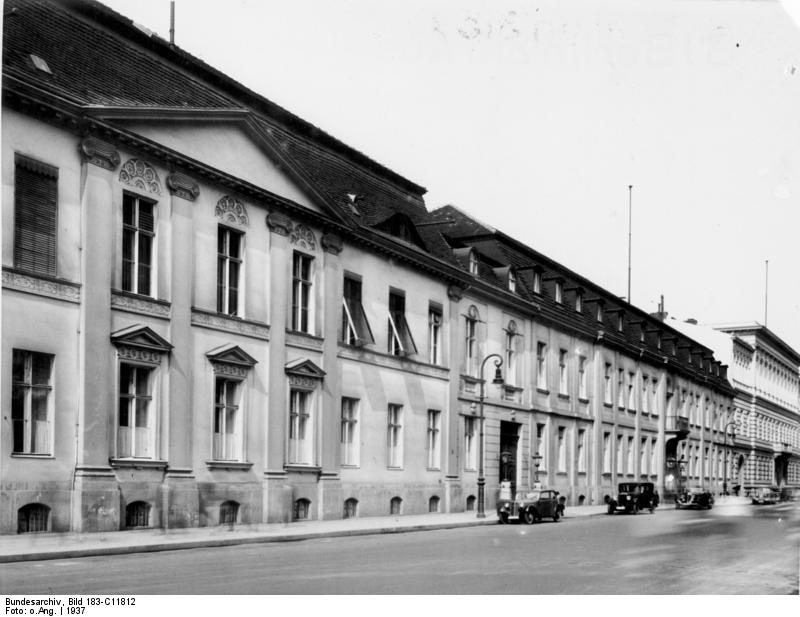
Das Auswärtige Amt an der Wilhelmstraße im Jahre 1937

Mit der Machtergreifung Hitlers und der NSDAP war nach der allgemein bis 2010 überwiegenden Auffassung die Personalpolitik des Auswärtigen Amtes der Gleichschaltungspolitik der Reichsregierung ausgesetzt, ebenso wie alle anderen Reichsministerien. Gleichwohl gingen Widerstandskämpfer auch aus dem Auswärtigen Dienst hervor, zum Beispiel Rudolf von Scheliha, Ilse Stöbe, Adam von Trott zu Solz und Ulrich von Hassell.
Die „Unabhängige Historikerkommission – Auswärtiges Amt“ kam in ihrem 2010 veröffentlichten Buch Das Amt und die Vergangenheit zu dem Ergebnis, dass Mitarbeiter des Amts während der NS-Diktatur weniger Opfer, sondern vielmehr Akteure im Nationalsozialismus gewesen sind; so zusammenfassend Ernst Piper:

„Das Auswärtige Amt war […] kein Hort des Widerstands. Es war auch kein Refugium altgedienter Ministerialbürokraten, die unter einer schlechten Regierung ihr Land nicht im Stich lassen wollten und einfach weiter ihren Dienst verrichteten. Es gab auch keine gezielte Infiltration durch Nationalsozialisten, die war gar nicht notwendig. Kennzeichnend für das AA war vielmehr die ‚Selbstgleichschaltung‘. Zwischen den Beamten in der Wilhelmstraße und der Regierung Hitler herrschte ein antidemokratischer und ein antisemitischer Konsens, wobei die meist adeligen Diplomaten den traditionellen Oberschichtenantisemitismus vertraten, der weniger radikal war als der genozidale Erlösungsantisemitismus der Nationalsozialisten. Aber beide wollten den ‚Schandfrieden‘ von Versailles überwinden und Deutschland wieder zur Großmacht machen. Nur in der Beurteilung des Kriegsrisikos gab es Differenzen.“

1933 richtete das Amt ein „Deutschlandreferat“ ein, zuständig für innerdeutsche Angelegenheiten, zu denen infolge der antijüdischen NS-Gesetzgebung die Staatenlosen sowie Ausbürgerungs- und Emigrantenangelegenheiten gehörten. Als Verbindungsstelle zur NSDAP gab es im AA ab 1938 ein „Sonderreferat Partei“. Beide Referate wurden 1940 zur „Abteilung D“ (Deutschland) zusammengefasst. Im „Referat D III“ (Judenfrage, Rassenpolitik) wirkte Franz Rademacher, der Urheber des Madagaskarplans.
Am 31. März 1933 wurde offiziell das von Alfred Rosenberg geleitete Außenpolitische Amt der NSDAP (APA) in Konkurrenz zum Auswärtigen Amt gegründet, um das vorhandene „traditionell-konservative Instrumentarium“ der Außenpolitik durch ein „revolutionäres“ zu ersetzen. Das APA diente mit Blick auf das AA vor allem dem Zweck, die offiziellen diplomatischen Stellen zu umgehen. Gemäß Rosenbergs Wunsch sollte das AA vom APA aus gleichgeschaltet und reorganisiert werden. Da gerade das AA als ein Zentrum des konservativen Widerstandes gegen die neuen Machthaber galt, wurde es dementsprechend bespitzelt. Am 15. Mai 1934 schrieb Rosenberg in sein Tagebuch, Adolf Hitler habe ihm gesagt, dass er (Hitler) das AA als „eine Verschwörergesellschaft“ betrachte, die erst nach dem Tod von Paul von Hindenburg unter seine Kontrolle gebracht werden könne.
In der Folgezeit wurde in der Reichsleitung der NSDAP eine „Ortsgruppe Auswärtiges Amt“ gebildet. Ab etwa Herbst 1935 bestand die Aufgabe dieser Ortsgruppe darin, „Einfluss auf Ernennungen zu nehmen“ sowie „eine geheime Kontrolle über die Angehörigen von Botschaften und Konsulaten auszuüben“.
1939 erließ das Amt einen förmlichen Runderlass über Die Judenfrage als Faktor der Außenpolitik. Darin hieß es unter anderem:

„Die Erkenntnis, daß das Judentum in der Welt stets der unversöhnliche Gegner des Dritten Reiches sein wird, zwingt zu dem Entschluß, jede Stärkung der jüdischen Position zu verhindern. Ein jüdischer Staat [gemeint ist: in Palästina] würde aber dem Weltjudentum einen völkerrechtlichen Machtzuwachs bringen.“

Die im Oktober 2010 veröffentlichten Forschungsergebnisse der 2005 vom damaligen Außenminister Joschka Fischer einberufenen Unabhängigen Historikerkommission zeigen, dass „nach dem Überfall auf die Sowjetunion im Juni 1941 das Auswärtige Amt die Initiative zur Lösung der ‚Judenfrage‘ auf europäischer Ebene“ ergriff. Eckart Conze (Historiker und Sprecher der Kommission) sagte 2010 in einem Interview: „Das Auswärtige Amt war an allen Maßnahmen der Verfolgung, Entrechtung, Vertreibung und Vernichtung der Juden von Anfang an aktiv beteiligt. […] Die Zielmarke ‚Endlösung‘ war schon sehr früh erkennbar.“
Das Auswärtige Amt unterstand zunächst weiter Staatssekretär Bülow. Nach dessen Tod im Juni 1936 übernahm Hans Georg von Mackensen das Amt; nach der Blomberg-Fritsch-Krise Anfang 1938 folgte ihm am 3. April 1938 Ernst von Weizsäcker.
Bedeutende Mitarbeiter in der Zeit des Nationalsozialismus waren unter anderem: Eberhard von Thadden, Georg Ferdinand Duckwitz, Hans-Heinrich Herwarth von Bittenfeld, Franz Rademacher, Fritz Kolbe, Hilger van Scherpenberg, Paul Karl Schmidt, Horst Wagner, Karl Klingenfuß, Kurt Georg Kiesinger, Otto Bräutigam und Friedrich Stieve. Nach dem Ende des Zweiten Weltkrieges wurden eine Reihe von führenden Mitgliedern des Amtes im sogenannten Wilhelmstraßen-Prozess angeklagt und verurteilt.

### Deutsche Demokratische Republik

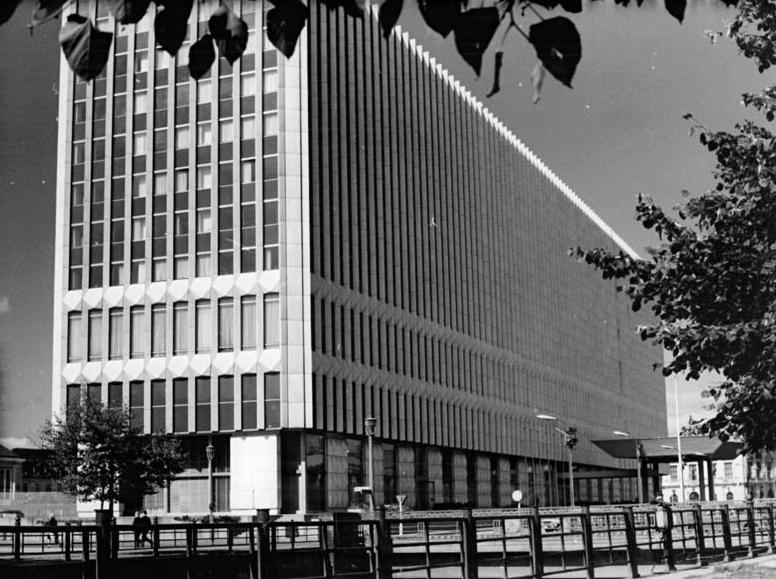
Das Ministerium für Auswärtige Angelegenheiten der DDR 1972

In der Deutschen Demokratischen Republik vertrat von 1949 bis 1990 das Ministerium für Auswärtige Angelegenheiten der DDR im Ostteil von Berlin die Außenpolitik der Regierung. Das Gebäude des DDR-Ministeriums lag am Schinkelplatz, unweit des heutigen Sitzes des Auswärtigen Amtes; 1995/96 wurde es abgerissen.

### Bundesrepublik Deutschland
Nach dem Zweiten Weltkrieg mussten die Außenkontakte der Bundesrepublik über die Alliierte Hohe Kommission und ihre Hochkommissare laufen. Am 6. März 1951 ermächtigten die drei Westmächte, den Beschlüssen der New Yorker Außenministerkonferenz vom 19. September 1950 folgend, die Bundesrepublik Deutschland im Zuge einer „kleinen Revision“ des Besatzungsstatuts von 1949 zur Errichtung eines Außenministeriums. Von Juni 1950 bis 1951 hatte der Bundeskanzler sich per Erlass mit der „Dienststelle für Auswärtige Angelegenheiten“ im Bundeskanzleramt beholfen, die von seinem engen Vertrauten, dem Ministerialdirektor Herbert Blankenhorn (seit 11. Juli 1950) geleitet wurde. Nun durfte die Bundesrepublik wieder eigene Beziehungen zu ausländischen Staaten unterhalten. Für alle Angelegenheiten, die den Besatzungsbehörden vorbehalten blieben, hatten ausländische Vertretungen aber weiterhin den Weg über die Alliierte Hochkommission zu nehmen.
Bei den Koalitionsregierungen der Bundesrepublik zwischen 1966 und 2011 wurde der Außenminister vom jeweils kleineren Koalitionspartner gestellt und bekleidete dabei gleichzeitig das Amt des Vizekanzlers, mit der Ausnahme der Vizekanzlerschaften von Jürgen Möllemann (1992) und Franz Müntefering (2005–2007).

#### Bonn
Mit Gründung der Bundesrepublik Deutschland 1949 und der Zurückerlangung der außenpolitischen Souveränität 1951 wurde das Auswärtige Amt am 15. März 1951 in der neuen Bundeshauptstadt Bonn (→ Hauptstadtfrage der Bundesrepublik Deutschland) wieder eingerichtet und behielt den Namen. Damit bekannte sich die Behörde in der Bundesrepublik – als mit dem Deutschen Reich identischer Staat – eindeutig zu ihrer Tradition und Kontinuität bis hin zu Bismarck. Zunächst mit Hauptsitz in der Villa Ingenohl, zog das Außenamt 1955 in einen architektonisch schlichten Neubau am Rande des künftigen Regierungsviertels. Das Gebäude war einer der ersten Ministeriumsneubauten in Bonn und zum Eröffnungszeitpunkt der größte Verwaltungskomplex in Deutschland.
Federführend beim Wiederaufbau des Auswärtigen Dienstes agierten Beamte, die bereits in der Zeit des Nationalsozialismus im Außenministerium beschäftigt waren. Schon 1951 schrieb Michael Mansfeld darüber für die Frankfurter Rundschau eine Serie, die zur Einsetzung eines parlamentarischen Untersuchungsausschusses führte. Auch im 1965 herausgegebenen Braunbuch der DDR ist von 520 Diplomaten mit mutmaßlicher NS-Vergangenheit im Auswärtigen Amt die Rede. Der Umfang des Einflusses ehemaliger NSDAP-Mitglieder und in Verbrechen gegen die Menschlichkeit verstrickte Diplomaten wurde durch eine im Jahre 2005 eingesetzte internationale Historikerkommission untersucht. Die Forschungsergebnisse dieser von Eckart Conze, Norbert Frei, Peter Hayes und Moshe Zimmermann geleiteten Unabhängigen Historikerkommission wurden am 21. Oktober 2010 unter dem Titel Das Amt und die Vergangenheit publiziert. Danach gehörten im Jahre 1950 von 137 Mitarbeitern des höheren Dienstes 58 der NSDAP an, das waren 42,3 Prozent. Bis 1954 stieg die Anzahl ehemaliger NSDAP-Mitglieder im höheren Dienst auf 325 Personen. Da der Personalkörper im höheren Dienst des Amtes aber auf über 900 Mitarbeiter gewachsen war, sank der prozentuale Anteil der NSDAP-Mitglieder. Zum Vergleich, 1953 waren unter den 487 Abgeordneten des 2. Deutschen Bundestages 129 ehemalige Mitglieder der NSDAP, was einem Anteil von 26,5 Prozent entsprach. Dennoch, so die Forscher, „[ist] das Bonmot, nach dem Krieg habe es mehr Pgs [Parteigenossen] im Amt gegeben als vorher, nicht ganz abwegig“. So wurde z. B. 1953 der Jurist und Diplomat Otto Bräutigam als Leiter der Ostabteilung im AA wiedereingestellt. Bräutigam, der zwischen 1941 und 1945 „Abteilungsleiter Allgemeine Politik im Ostministerium“ von Alfred Rosenberg gewesen war, schrieb am 18. Dezember 1941 zustimmend: „In der Judenfrage dürfte inzwischen durch mündliche Besprechung Klarheit geschaffen sein“, womit der Gesamtplan zur Judenvernichtung in Europa gemeint war. Die Außenminister Scheel und Genscher waren vormals NSDAP-Mitglieder.
Im Jahre 1991 erhielt die deutsche Diplomatie mit dem Gesetz über den Auswärtigen Dienst eine eigene rechtliche Grundlage.
In den Jahren 1992 und 1993 hatte der Auswärtige Dienst etwa 8000 bis 9000 Angehörige, wobei rund 1600 dem höheren Dienst angehörten. Etwa ein Drittel davon arbeitete im Auswärtigen Amt, der Rest an den zu diesem Zeitpunkt vorhandenen 237 diplomatischen und konsularischen Vertretungen im Ausland.

#### Berlin

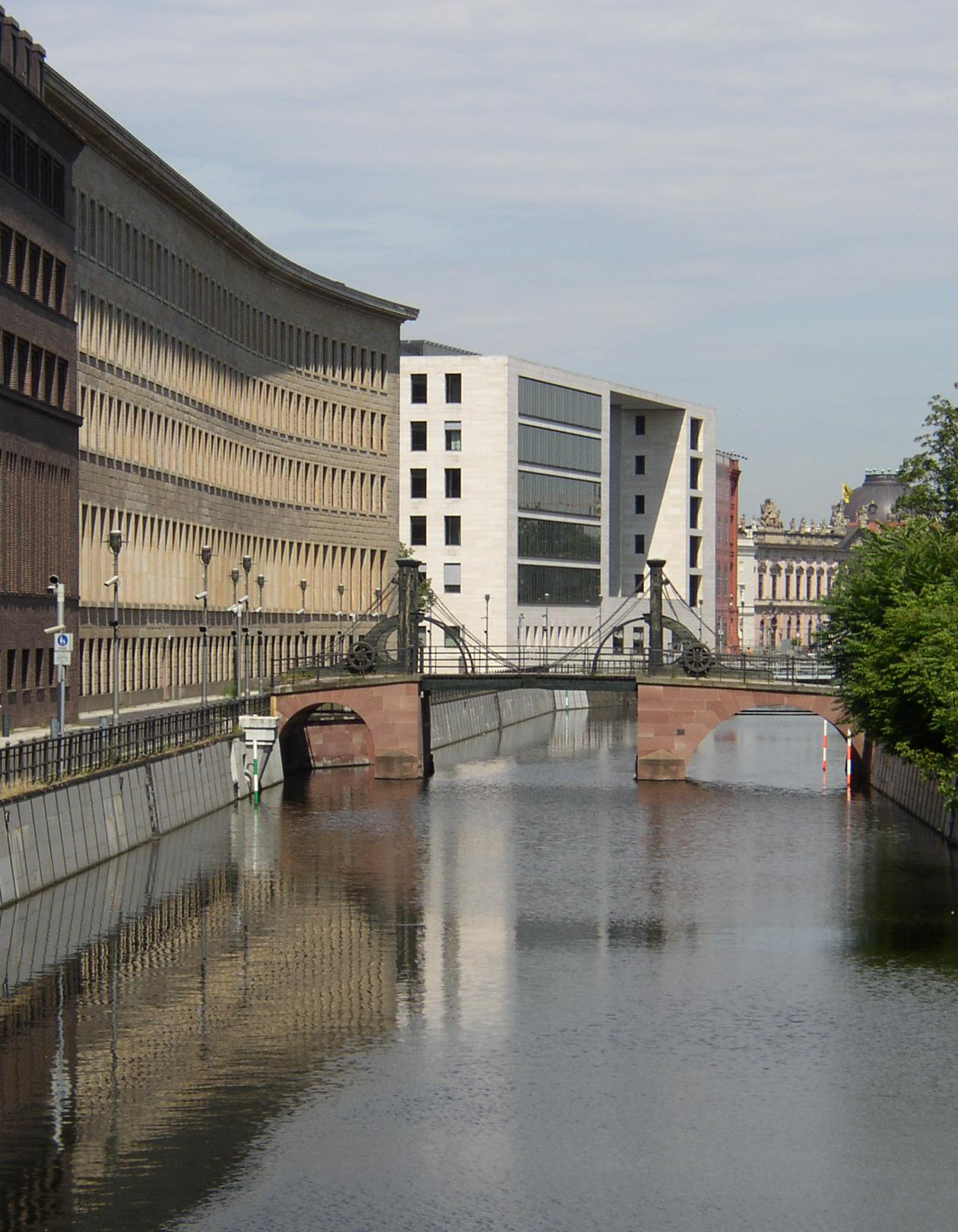
Altbau und Neubau am Spreekanal mit Jungfernbrücke

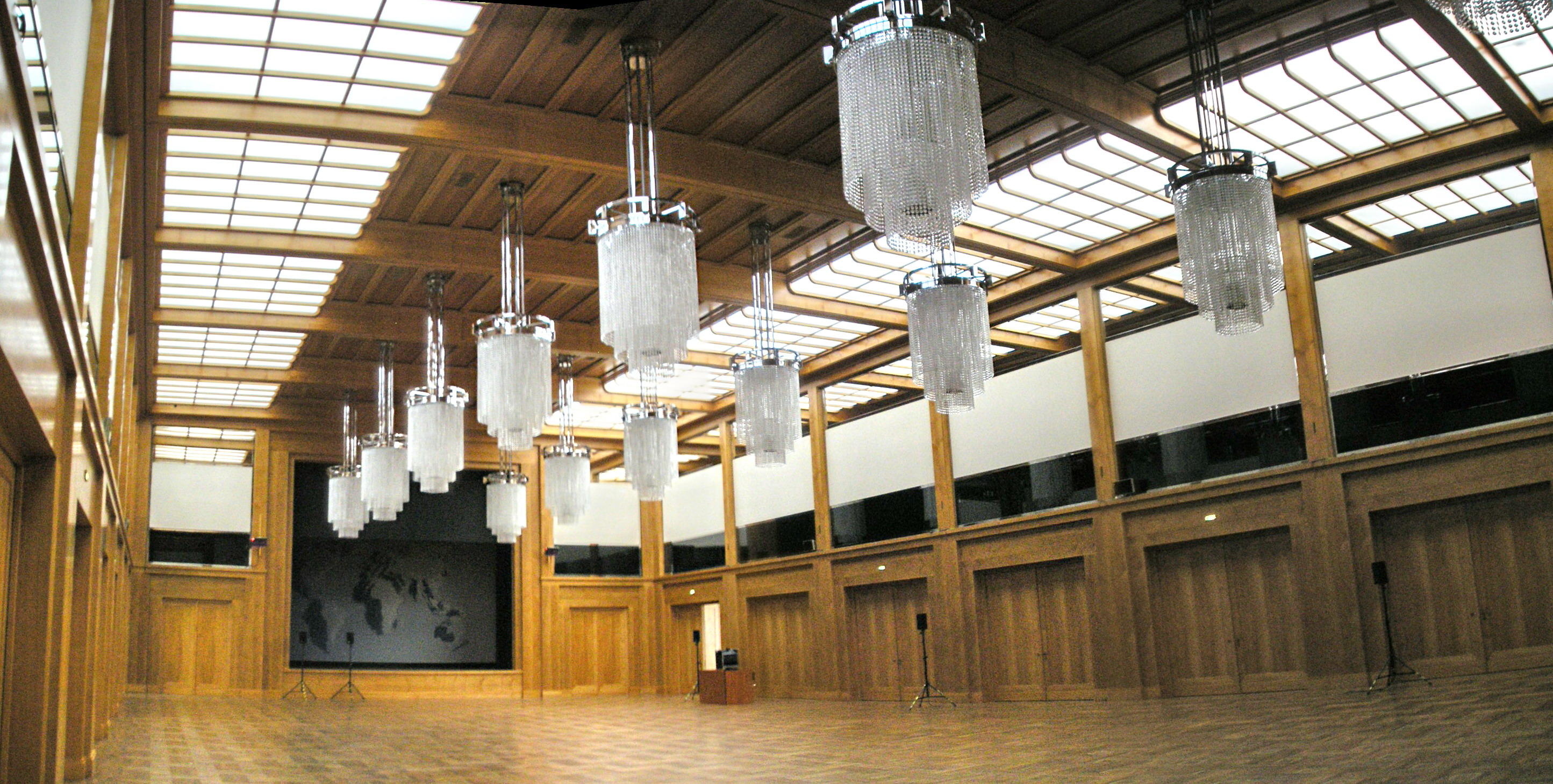
Weltsaal im Haus am Werderschen Markt

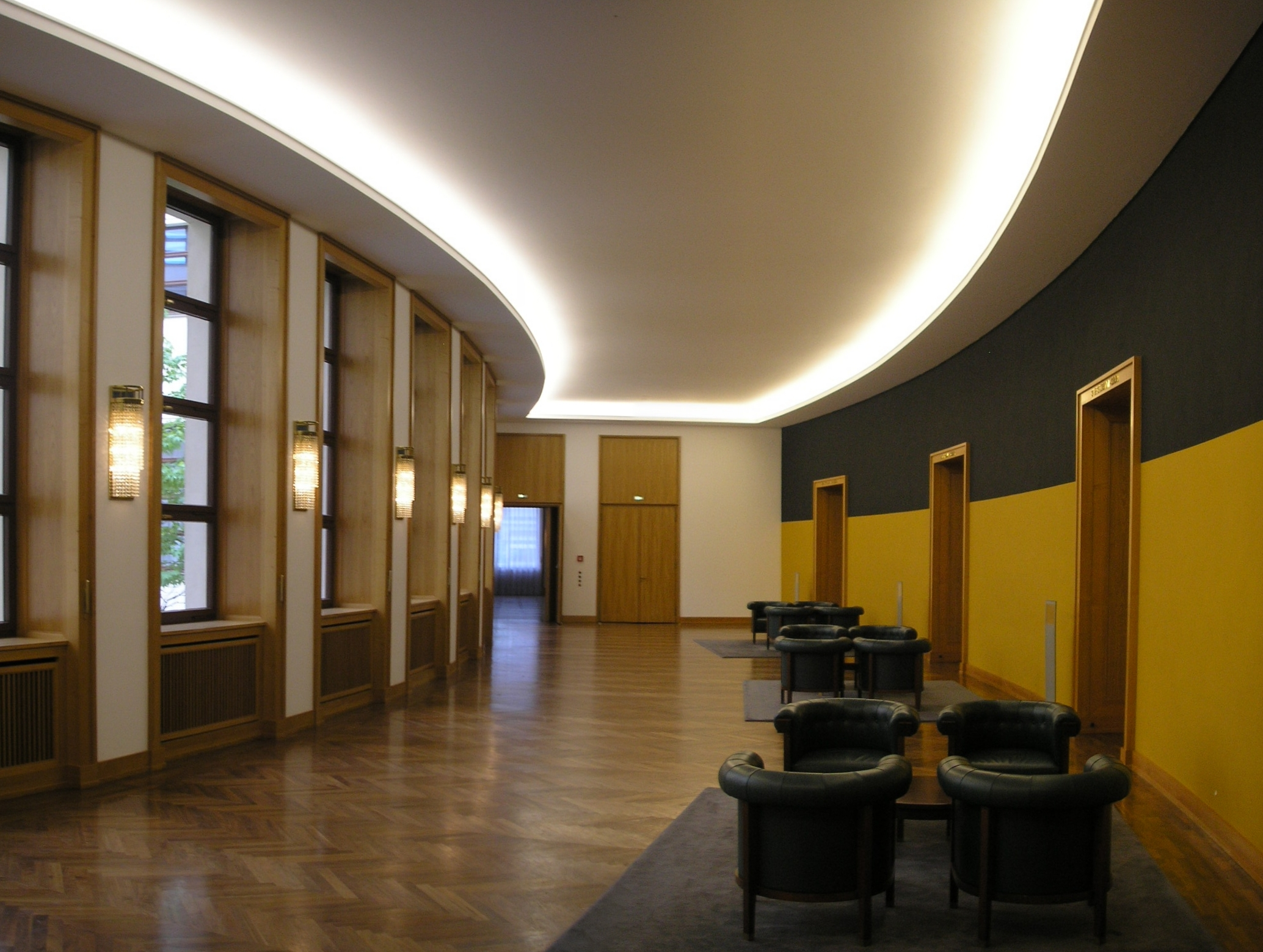
Foyer zu den Außenministersälen

1999 verlegte das Auswärtige Amt seinen ersten Dienstsitz nach Berlin, wo es die Räume des ehemaligen Zentralkomitees der SED im Haus am Werderschen Markt, dem früheren Erweiterungsbau der Reichsbank bezog. Das Gebäude wurde seit August 1996 durch den als Generalplaner beauftragten Berliner Architekten Hans Kollhoff für 288 Mio. DM umgebaut und im Dezember 1999 fertiggestellt. Aus Platzgründen wurde ein zusätzlicher Erweiterungsbau auf dem Nachbargrundstück notwendig. Der 168 Mio. DM teure Neubau der Architekten Thomas Müller und Ivan Reimann in Form eines Kubus mit drei Lichthöfen konnte im November 1999 eingeweiht werden. Die Schlüsselübergabe für den Gesamtkomplex, Altbau und Neubau, erfolgte am 20. Januar 2000. Im Bonner Gebäude wurde ein Zweitsitz behalten.
Nach der Ernennung von Bundeskanzler Olaf Scholz am 8. Dezember 2021 ordnete dieser noch am selben Tag per Organisationserlass an, dass dem Auswärtigen Amt aus dem Geschäftsbereich des Bundesministeriums für Umwelt, Naturschutz, nukleare Sicherheit und Verbraucherschutz die Zuständigkeit für die internationale Klimapolitik übertragen wird. Im Dezember 2022 wurde bekannt, dass der „Bismarck-Saal“ in „Saal der Deutschen Einheit“ umbenannt wurde.

## Kritik
Zum Schutze der Amtsträger stellte das Auswärtige Amt die Veröffentlichung der Besetzung seiner Auslandsvertretungen insbesondere nach der Geiselnahme von Stockholm (1975) und der Ermordung des AA-Diplomaten Gerold von Braunmühl durch Terrorkommandos der RAF (1986) ein. Die in anderen Staaten gepflegte, jährliche Veröffentlichung eines „Annuaire Diplomatique“ (Diplomatischen Jahrbuchs) mit den Stationen der Karriere jedes einzelnen Diplomaten des betreffenden Landes, das ein höheres Maß an öffentlicher Kontrolle bietet, gibt es beim Auswärtigen Amt nicht. Allerdings sind Fotos sowie die Lebensläufe der Behördenleiter und des Führungspersonals in der Zentrale auf der Website des AA bzw. der jeweiligen Auslandsvertretung einzusehen.
Der Auswärtige Dienst hat seit 2006 eine höhere Zahl von Konkurrentenklagen zu verzeichnen, die zu einer Modifikation des beamtenrechtlichen Beurteilungsverfahrens geführt hat. Seit dem Jahr 2008 werden die Leistungen nicht mehr in den Fachabteilungen und an den Auslandsvertretungen, sondern von einem zentralen Beurteiler benotet. Das Verfahren wurde eingeführt, um die Vorgaben der Bundeslaufbahnverordnung (Quoten) zu erfüllen und einen einheitlichen, gerechteren Beurteilungsmaßstab anzulegen. Die oberverwaltungsgerichtlichen Entscheidungen haben dieses neue System bisher durchgehend bestätigt. Das System ist in der Belegschaft sehr umstritten und führt weiter zu Klageverfahren in allen Laufbahnen.

## Reformdebatte und Zukunft des Auswärtigen Amts
Mit der zunehmenden europäischen Integration und dem damit einhergehenden Bedeutungsverlust der klassischen Diplomatie in der Europapolitik wurden zunehmend Stimmen laut, dass das Auswärtige Amt seine Bedeutung verloren habe und bei wichtigen Fragen, wie der Euro-Rettung und einer Neustrukturierung der EU, nur noch eine Nebenrolle spiele. So würden Diplomaten und Botschafter nicht mehr konsultiert, sondern es werde direkt auf Ministerebene verhandelt – häufig sogar auf Regierungsebene. Dies sei auf europäischer wie auch auf globaler Ebene immer häufiger der Fall. Das Auswärtige Amt gab schon im August 2012 zur Botschafterkonferenz vor, konkrete Vorschläge für Reformen vorzulegen. Thomas Bagger, Planungschef im Auswärtigen Amt, sieht es als dessen zukünftige Aufgabe, „aus der Vielzahl von Ressortinteressen ein nationales bzw. europäisches Interesse zu destillieren und für ein einheitliches Auftreten im Ausland zu sorgen“. Ein anderer Vorschlag, der auf Wolfgang Ischinger, den Leiter der Münchener Sicherheitskonferenz, zurückgeht, ist ein Nationaler Sicherheitsrat – ein umfassendes Koordinierungsgremium mit entsprechendem Unterbau, einschließlich Experten aus den Ministerien.
Aus diesem Bemühen heraus sind allerdings keine weiteren Reformschritte erfolgt. Auch hat sich die europapolitische Koordinierung, die formell seit Beginn der Europäischen Union zwischen Auswärtigen Amt und Bundesministerium für Wirtschaft und Technologie aufgeteilt ist, sich trotz des Lissabon-Vertrages 2009 nicht verändert. Seit 2009 sind die Außenminister nicht mehr im prälegislativ und medial wichtigen Europäischen Rat vertreten. Das Kanzleramt hat damit, auch durch seine propagierte Unionsmethode, eine informell entscheidende Rolle erhalten.
2014 hat sich das Auswärtige Amt mit dem Projekt „Review 2014 – Außenpolitik Weiter Denken“ selbst einem umfassenden Reformprozess verschrieben, der in den Schlussfolgerungen „Krisen – Ordnung – Europa“ 2015 mündete. Aber auch diese Reform hat keine Neuausrichtung ergeben.
2017 forderte die vom Auswärtigen Amt geförderte Europäische Bewegung Deutschland eine radikale Umgestaltung der Europapolitik der Bundesregierung, die eine Verlagerung der Europakoordinierung in das Bundeskanzleramt mit sich zöge. Denn das Auswärtige Amt verharre „in alten Formen klassischer Diplomatie“ und habe „enorm an Einfluss“ verloren.
Zum 1. Januar 2021 wurde in Brandenburg an der Havel das Bundesamt für Auswärtige Angelegenheiten (BfAA) als Bundesoberbehörde im Geschäftsbereich des Auswärtigen Amts errichtet. Dieses soll für die Bundesregierung hoch spezialisierte Aufgaben mit Auslandsbezug, die insbesondere Auslandskompetenz und Fremdsprachenkenntnisse erfordern, übernehmen. Vorgesehen sind:
- Bearbeitung von Visumanträgen,
- Management von Fördermitteln und Zuwendungen, zum Beispiel für humanitäre Hilfsprojekte,
- spezialisierte Aufgaben aus dem Bereich Verwaltung und Infrastruktur.[60]

## Personen

### Reichs- und Bundesminister des Auswärtigen seit 1919
Dreimal wurde das Amt des Außenministers und des Bundeskanzlers in Personalunion ausgeübt: Bundeskanzler Konrad Adenauer war vom 15. März 1951 bis zum 7. Juni 1955 auch erster Außenminister. Walter Scheel nahm auf Ersuchen des Bundespräsidenten Gustav Heinemann nach dem sofortigen Rücktritt des Bundeskanzlers Willy Brandt die Amtsgeschäfte des Bundeskanzlers vom 7. bis 17. Mai 1974 wahr. Bundeskanzler Helmut Schmidt übernahm nach dem Rückzug der FDP aus Koalition und Kabinett am 17. September 1982 bis zu seiner Entlassung aus dem Amt des Bundeskanzlers am 1. Oktober 1982 zusätzlich das Amt des Bundesministers des Auswärtigen.
Hans-Dietrich Genscher bekleidete das Amt des Bundesaußenministers sowohl unter einer SPD- als auch unter einer CDU-Kanzlerschaft, mit insgesamt knapp 18 Jahren Amtszeit länger als jeder Bundeskanzler.

#### Reichsminister des Auswärtigen während Weimarer Republik und NS-Regime (1919–1945)
| Nr. | Name                             | Bild | Lebensdaten | Partei                   | Beginn der Amtszeit | Ende der Amtszeit | Amtsdauer in Tagen |
| --- | -------------------------------- | ---- | ----------- | ------------------------ | ------------------- | ----------------- | ------------------ |
| 1   | Ulrich von Brockdorff-Rantzau    |      | 1869–1928   | parteilos                | 13. Februar 1919    | 21. Juni 1919     | 128                |
| 2   | Hermann Müller                   |      | 1876–1931   | SPD                      | 21. Juni 1919       | 10. April 1920    | 294                |
| 3   | Adolf Köster                     |      | 1883–1930   | SPD                      | 10. April 1920      | 25. Juni 1920     | 76                 |
| 4   | Walter Simons                    |      | 1861–1937   | parteilos                | 25. Juni 1920       | 10. Mai 1921      | 319                |
| 5   | Joseph Wirth                     |      | 1879–1956   | Zentrum                  | 10. Mai 1921        | 23. Mai 1921      | 13                 |
| 6   | Friedrich Rosen                  |      | 1856–1935   | parteilos                | 23. Mai 1921        | 26. Oktober 1921  | 156                |
| 7   | Joseph Wirth                     |      | 1879–1956   | Zentrum                  | 26. Oktober 1921    | 31. Januar 1922   | 97                 |
| 8   | Walther Rathenau                 |      | 1867–1922   | DDP                      | 31. Januar 1922     | 24. Juni 1922     | 144                |
| 9   | Joseph Wirth                     |      | 1879–1956   | Zentrum                  | 24. Juni 1922       | 22. November 1922 | 151                |
| 10  | Frederic von Rosenberg           |      | 1874–1937   | parteilos                | 22. November 1922   | 13. August 1923   | 264                |
| 11  | Gustav Stresemann                |      | 1878–1929   | DVP                      | 13. August 1923     | 3. Oktober 1929   | 2243               |
| 12  | Julius Curtius                   |      | 1877–1948   | DVP                      | 4. Oktober 1929     | 10. Oktober 1931  | 736                |
| 13  | Heinrich Brüning                 |      | 1885–1970   | Zentrum                  | 10. Oktober 1931    | 1. Juni 1932      | 235                |
| 14  | Konstantin von Neurath           |      | 1873–1956   | parteilos; ab 1937 NSDAP | 1. Juni 1932        | 4. Februar 1938   | 2074               |
| 15  | Joachim von Ribbentrop           |      | 1893–1946   | NSDAP                    | 4. Februar 1938     | 30. April 1945    | 2643               |
| 16  | Arthur Seyß-Inquart              |      | 1892–1946   | NSDAP                    | 30. April 1945      | 2. Mai 1945       | 2                  |
| 17  | Johann Ludwig (Lutz) von Krosigk |      | 1887–1977   | NSDAP                    | 2. Mai 1945         | 23. Mai 1945      | 21                 |

#### Bundesminister des Auswärtigen der Bundesrepublik Deutschland
| Nr.  | Name                    | Bild | Lebensdaten | Partei | Beginn der Amtszeit | Ende der Amtszeit  | Amtsdauer in Tagen | Kabinett(e)                               |
| ---- | ----------------------- | ---- | ----------- | ------ | ------------------- | ------------------ | ------------------ | ----------------------------------------- |
| 1    | Konrad Adenauer         |      | 1876–1967   | CDU    | 15. März 1951       | 7. Juni 1955       | 1545               | Adenauer I Adenauer II                    |
| 2    | Heinrich von Brentano   |      | 1904–1964   | CDU    | 7. Juni 1955        | 30. Oktober 1961   | 2337               | Adenauer II Adenauer III                  |
| 3    | Gerhard Schröder        |      | 1910–1989   | CDU    | 14. November 1961   | 1. Dezember 1966   | 1843               | Adenauer IV Adenauer V Erhard I Erhard II |
| 4    | Willy Brandt            |      | 1913–1992   | SPD    | 1. Dezember 1966    | 22. Oktober 1969   | 1056               | Kiesinger                                 |
| 5    | Walter Scheel           |      | 1919–2016   | FDP    | 22. Oktober 1969    | 17. Mai 1974       | 1668               | Brandt I Brandt II                        |
| 6    | Hans-Dietrich Genscher  |      | 1927–2016   | FDP    | 17. Mai 1974        | 17. September 1982 | 3045               | Schmidt I Schmidt II Schmidt III          |
| 7    | Helmut Schmidt          |      | 1918–2015   | SPD    | 17. September 1982  | 1. Oktober 1982    | 14                 | Schmidt III                               |
| (6)  | Hans-Dietrich Genscher  |      | 1927–2016   | FDP    | 4. Oktober 1982     | 18. Mai 1992       | 3514 (insg. 6559)  | Kohl I Kohl II Kohl III Kohl IV           |
| 8    | Klaus Kinkel            |      | 1936–2019   | FDP    | 18. Mai 1992        | 27. Oktober 1998   | 2353               | Kohl IV Kohl V                            |
| 9    | Joschka Fischer         |      | * 1948      | Grüne  | 27. Oktober 1998    | 22. November 2005  | 2583               | Schröder I Schröder II                    |
| 10   | Frank-Walter Steinmeier |      | * 1956      | SPD    | 22. November 2005   | 28. Oktober 2009   | 1436               | Merkel I                                  |
| 11   | Guido Westerwelle       |      | 1961–2016   | FDP    | 28. Oktober 2009    | 17. Dezember 2013  | 1511               | Merkel II                                 |
| (10) | Frank-Walter Steinmeier |      | * 1956      | SPD    | 17. Dezember 2013   | 27. Januar 2017    | 1137 (insg. 2573)  | Merkel III                                |
| 12   | Sigmar Gabriel          |      | * 1959      | SPD    | 27. Januar 2017     | 14. März 2018      | 411                | Merkel III                                |
| 13   | Heiko Maas              |      | * 1966      | SPD    | 14. März 2018       | 8. Dezember 2021   | 1365               | Merkel IV                                 |
| 14   | Annalena Baerbock       |      | * 1980      | Grüne  | 8. Dezember 2021    | 6. Mai 2025        | 1245               | Scholz                                    |
| 15   | Johann Wadephul         |      | * 1963      | CDU    | 6. Mai 2025         | im Amt             | 93                 | Merz                                      |

### Parlamentarische Staatssekretäre
Seit 1974 führen die im Auswärtigen Amt tätigen Parlamentarischen Staatssekretäre den Titel Staatsminister beim Bundesminister des Auswärtigen. Der Hintergrund ist hauptsächlich protokollarischer Natur. Es soll auf diplomatischem Parkett Augenhöhe gewahrt werden. Die Staatsminister nehmen vorwiegend Aufgaben politischer Natur wahr und unterstützen den Bundesaußenminister in seinen Regierungsaufgaben.
- 1967–1969: Gerhard Jahn (SPD)
- 1969–1970: Ralf Dahrendorf (FDP)
- 1970–1976: Karl Moersch (FDP)
- 1972–1974: Hans Apel (SPD)
- 1974–1976: Hans-Jürgen Wischnewski (SPD)
- 1976–1981: Klaus von Dohnanyi (SPD)
- 1976–1982: Hildegard Hamm-Brücher (FDP)
- 1981–1982: Peter Corterier (SPD)
- 1982–1985: Alois Mertes (CDU)
- 1982–1987: Jürgen Möllemann (FDP)
- 1985–1987: Lutz Stavenhagen (CDU)
- 1987–1990: Irmgard Adam-Schwaetzer (FDP)
- 1987–1998: Helmut Schäfer (FDP)
- 1990–1994: Ursula Seiler-Albring (FDP)
- 1994–1998: Werner Hoyer (FDP)
- 1998–1999: Günter Verheugen (SPD)
- 1998–2002: Ludger Volmer (Bündnis 90/Die Grünen)
- 1999–2002: Christoph Zöpel (SPD)
- 2002–2005: Hans Martin Bury (SPD)
- 2002–2005: Kerstin Müller (Grüne)
- 2005–2009: Gernot Erler (SPD)
- 2005–2009: Günter Gloser (SPD)
- 2009–2011: Werner Hoyer (FDP)
- 2009–2013: Cornelia Pieper (FDP)
- 2012–2013: Michael Georg Link (FDP)[62]
- 2013–2017: Maria Böhmer (CDU)
- 2013–2021: Michael Roth (SPD), Staatsminister für Europa
- 2018–2021: Niels Annen (SPD)
- 2018–2021: Michelle Müntefering (SPD), Staatsministerin für internationale Kulturpolitik
- 2021–2025: Katja Keul (Grüne)
- 2021–2025: Tobias Lindner (Grüne)
- 2021–2025: Anna Lührmann (Grüne), Staatsministerin für Europa
- seit 2025: Gunther Krichbaum (CDU), Staatsminister für Europa
- seit 2025: Florian Hahn (CSU)
- seit 2025: Serap Güler (CDU)

### Staatssekretäre
Die Anzahl der Staatssekretäre variiert und ist nicht gesetzlich festgeschrieben. Zunächst gab es nur einen beamteten Staatssekretär (1951–1960), danach in der Regel zwei (kurzzeitige Überschneidungen nicht berücksichtigt). 2009–2011 sowie für einige Monate im Jahr 2017 waren es drei Staatssekretäre.
- 1951–1958: Walter Hallstein (CDU)
- 1958–1961: Hilger van Scherpenberg
- 1960–1966: Karl Carstens (CDU)
- 1961–1969: Rolf Lahr
- 1966–1967: Klaus Schütz (SPD)
- 1967–1970: Georg Ferdinand Duckwitz
- 1969–1970: Günther Harkort
- 1970–1972: Sigismund Freiherr von Braun
- 1970–1974: Paul Frank
- 1973–1975: Hans-Georg Sachs
- 1974–1977: Walter Gehlhoff
- 1975–1979: Peter Hermes
- 1977–1981: Günther van Well
- 1979–1984: Hans Werner Lautenschlager
- 1981–1983: Berndt von Staden
- 1983–1987: Andreas Meyer-Landrut
- 1984–1987: Jürgen Ruhfus (CDU)
- 1987–1990: Jürgen Sudhoff
- 1987–1993: Hans Werner Lautenschlager
- 1990–1995: Dieter Kastrup (SPD)
- 1993–1994: Jürgen Trumpf
- 1994–1998: Hans-Friedrich von Ploetz (parteilos)
- 1995–1998: Peter Hartmann (CDU)
- 1998–2001: Wolfgang Ischinger
- 1998–2002: Gunter Pleuger
- 2001–2005: Jürgen Chrobog (FDP)
- 2002–2005: Klaus Scharioth (parteilos)
- 2005–2008: Georg Boomgaarden (SPD)
- 2005–2009: Reinhard Silberberg (SPD)
- 2007–2009: Heinrich Tiemann (SPD)
- 2008–2011: Peter Ammon
- 2009–2011: Wolf-Ruthart Born
- 2009–2011: Martin Biesel
- 2011–2013: Harald Braun
- 2011–2013: Emily Haber
- 2014–2017: Stephan Steinlein
- 2014–2017: Markus Ederer
- 2017–2018: Rainer Sontowski
- 2017–2019: Walter Johannes Lindner
- 2018–2020: Andreas Michaelis
- 2019–2021: Antje Leendertse
- 2020–2021: Miguel Berger
- 2021–2025: Susanne Baumann
- 2022–2023: Andreas Michaelis
- 2022–2025: Jennifer Morgan
- 2023–2025: Thomas Bagger
- seit 2025: Bernhard Kotsch
- seit 2025: Géza Andreas von Geyr

### Im auswärtigen Dienst umgekommene Personen

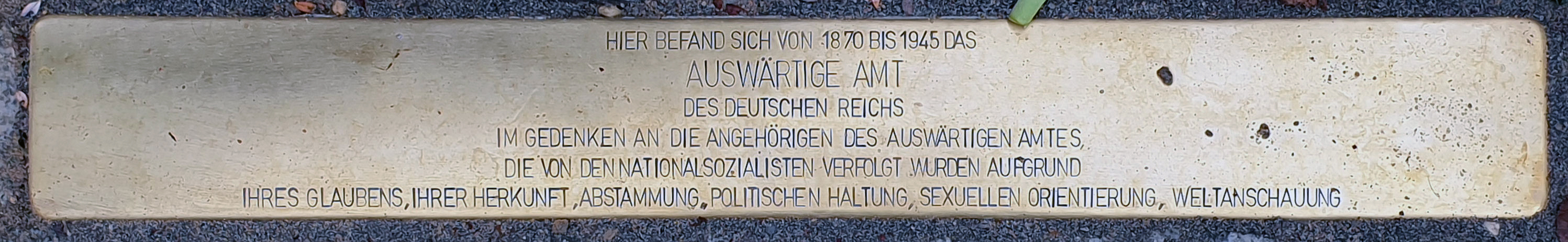
Stolperschwelle, Wilhelmstraße 92 in Berlin-Mitte

Im Gebäude des Auswärtigen Amtes am Werderschen Markt befindet sich eine Gedenkwand zum Gedenken an die Widerstandskämpfer gegen den Nationalsozialismus aus den Reihen des Auswärtigen Dienstes und an die Kollegen, die nach 1945 in Ausübung ihres Dienstes ihr Leben verloren haben. Der damalige Bundesminister des Auswärtigen Joschka Fischer weihte sie am 19. Juli 2000 ein. Geehrt werden neben Angehörigen des Auswärtigen Dienstes auch Polizeivollzugsbeamte (BKA, BGS/BPol), Soldaten (Militärattachédienst) und Ortskräfte.
In Ausübung ihres Dienstes für die Bundesrepublik verloren 17 Personen direkt oder indirekt ihr Leben:
- 5. Mai 1968: Hasso Freiherr Rüdt von Collenberg (Geschäftsträger der Bundesrepublik Deutschland in Vietnam)
- 5. April 1970: Karl Graf von Spreti (Botschafter in Guatemala), getötet durch die FAR
- 24. April 1975: Heinz Hillegaart (Botschaftsrat für Wirtschaft), starb bei der Geiselnahme von Stockholm
- 24. April 1975: Andreas Baron von Mirbach (Oberstleutnant, Verteidigungsattaché), starb bei der Geiselnahme von Stockholm
- 16. August 1985: Souhair Daou (Ortskraft, Fahrer des Botschafters), kam bei einem Anschlag ums Leben
- 10. Oktober 1986: Gerold von Braunmühl (Politischer Direktor), Attentat der RAF
- 27. August 1988: Ernst Peterlechner (Konsulatsmitarbeiter), starb an Spätfolgen der Geiselnahme von Stockholm
- 17. September 1997: Gerd Wagner (Amt des Stellvertreters des Hohen Repräsentanten in Bosnien und Herzegowina), Hubschrauberabsturz
- 17. September 1997: Thomas Reinhardt (Mitarbeiter beim Amt des Stellvertreters des Hohen Repräsentanten in Bosnien und Herzegowina), Hubschrauberabsturz
- 17. September 1997: Jürgen Schrauf (BKA, Kriminaloberkommissar, Personenschützer in Bosnien und Herzegowina), Hubschrauberabsturz
- 7. April 2004: Tobias Retterath (BGS, Besonderer Hausordnungs- und Objektschutzdienst in Bagdad), Hinterhalt auf einen Konvoi
- 7. April 2004: Thomas Hafenecker (BGS, Besonderer Hausordnungs- und Objektschutzdienst in Bagdad), Hinterhalt auf einen Konvoi
- 15. August 2007: Jörg Ringel (Kriminaloberkommissar, Personenschutzkommando des Botschafters in Kabul), Attentat mit Sprengsatz
- 15. August 2007: Mario Keller (Polizeiobermeister, Personenschutzkommando des Botschafters in Kabul), Attentat mit Sprengsatz
- 15. August 2007: Alexander Stephan Stoffels (Polizeiobermeister, Hausordnungs- und Objektschutzdienst der Deutschen Botschaft in Kabul), Attentat mit Sprengsatz
- 4. April 2010: Khalil Muhsin Ali Al-Ibrahim (Ortskraft, Objektschützer an der Botschaft in Bagdad), Attentat auf die Botschaft
- 6. Oktober 2013: Mirko Kanzler (Polizeioberkommissar in Sanaa), Anschlag

Am 5. November 2021 wurden vor dem ehemaligen Ministeriumsgebäude in der Wilhelmstraße 92 (Berlin-Mitte) 56 Stolpersteine und eine Stolperschwelle für ehemalige Mitarbeiter verlegt (Details siehe Liste der Stolpersteine in Berlin-Mitte, Einträge zum Standort Wilhelmstraße 92).

## DDR-Spionage im Auswärtigen Amt
Für das Ministerium für Staatssicherheit der DDR waren Außenamtsmitarbeiter wichtige Quellen zur Außenpolitik der Bundesrepublik. Bislang wurden 21 DDR-Spione recherchiert, die beim Auswärtigen Amt tätig waren. Sicher aufgedeckt sind folgende Inoffizielle Mitarbeiter:
- Christine Bauer (Deckname: „Jasmina“, 1986–1989)
- (Hans) Mario Bauer (Deckname: „Jürgen“, 1985–1989)
- Helge Berger (Deckname: „Komtess“, 1968–1977)
- Hagen Blau (Decknamen: „Detlef“, „Merten“, 1965–1990)
- Herbert Kemper (Deckname: „Harry“, 1968–1989)
- Ruth Kemper (Deckname: „Hanna“, 1968–1989)
- Reiner Müller (Deckname: „Siggi“, 1976–?)
- Ludwig Pauli (Deckname: „Adler“, 1966–1990)
- Lilli Pöttrich (Deckname: „Angelika“, 1976–1990)
- Gisela von Raussendorff (Deckname: „Blume“, 1960–1989)
- Klaus von Raussendorff (Deckname: „Brede“, 1960–1990)
- Karl-Heinz Rode (Deckname: „Maro“, 1975–1989)
- Heinz-Helmuth Werner (Decknamen: „Cherry“, „Günther“, 1969–1990)

## Fernsehdokumentation
- Hitlers Diplomaten in Bonn. Das Auswärtige Amt und seine Vergangenheit. Dokumentation, 45 Min. Buch und Regie: Heinrich Billstein und Mathias Haentjes; Produktion: WDR; Erstausstrahlung: 18. Januar 2006[66]